# Gentianella takedai
Gentianella takedai là một loài thực vật có hoa trong họ Long đởm. Loài này được (Kitag.) Satake mô tả khoa học đầu tiên năm 1959.